# Zbigniew Mokrzycki
Zbigniew Mokrzycki (ur. 1962) – polski koszykarz występujący na pozycji skrzydłowego, dwukrotny medalista mistrzostw Polski.

## Osiągnięcia
Na podstawie, o ile nie zaznaczono inaczej.
Drużynowe
- Mistrz Polski (1981)
- Brązowy medalista mistrzostw Polski (1982)